# Luciano De Cecco
Luciano De Cecco (* 2. Juni 1988 in Santa Fe) ist ein argentinischer Volleyballspieler.

## Karriere
De Cecco begann seine Karriere 2005 in seiner Heimatstadt bei Gimnasia y Esgrima Santa Fe. 2006 gab er sein Debüt in der argentinischen Nationalmannschaft und kam bei der Weltmeisterschaft 2006 zum Einsatz. In der Saison 2006/07 spielte er bei Drean Bolívar und wurde mit dem Verein argentinischer Meister. Außerdem wurde der Zuspieler mit Argentinien 2007 Zweiter bei der Südamerikameisterschaft. Im gleichen Jahr ging er nach Italien zu Gabeca Montichiari, kehrte aber bereits im Oktober in die Heimat zurück und spielte den Rest der Saison bei Belgrano de Córdoba. 2008 war er erneut in Italien aktiv und verhalf dem Zweitligisten Andreoli Latina zum Aufstieg. Bei der Kontinentalmeisterschaft belegten die Argentinier 2009 erneut den zweiten Platz. Anschließend kam De Cecco wieder nach Bolívar. 2011 wurde Argentinien zum dritten Mal südamerikanischer Vizemeister. In der Saison 2011/12 stand der Zuspieler bei Acqua Paradiso Monza unter Vertrag. Nach dem Turnier wechselte er zu Pallavolo Piacenza. Zur Saison 2013/14 folgte der Wechsel zu Sir Safety Perugia, wo er Mannschaftsführer wurde und bis 2020 blieb. Anschließend schloss er sich dem Verein Lube Civitanova an.
Mit der argentinischen Nationalmannschaft erreichte er bei den Olympischen Spielen 2012 das Viertelfinale. Er spielte auch bei den Olympischen Spielen 2016. 2021 gewann er bei den Olympischen Spielen die Bronzemedaille.